# Хав'єр Моралес
Хав'єр Даміан Моралес (ісп. Javier Damián Morales; нар. 10 січня 1980, Буенос-Айрес) — аргентинський футболіст, півзахисник, відомий за виступами за клуби «Реал Солт-Лейк» та «Арсенал» (Саранді).

## Ігрова кар'єра

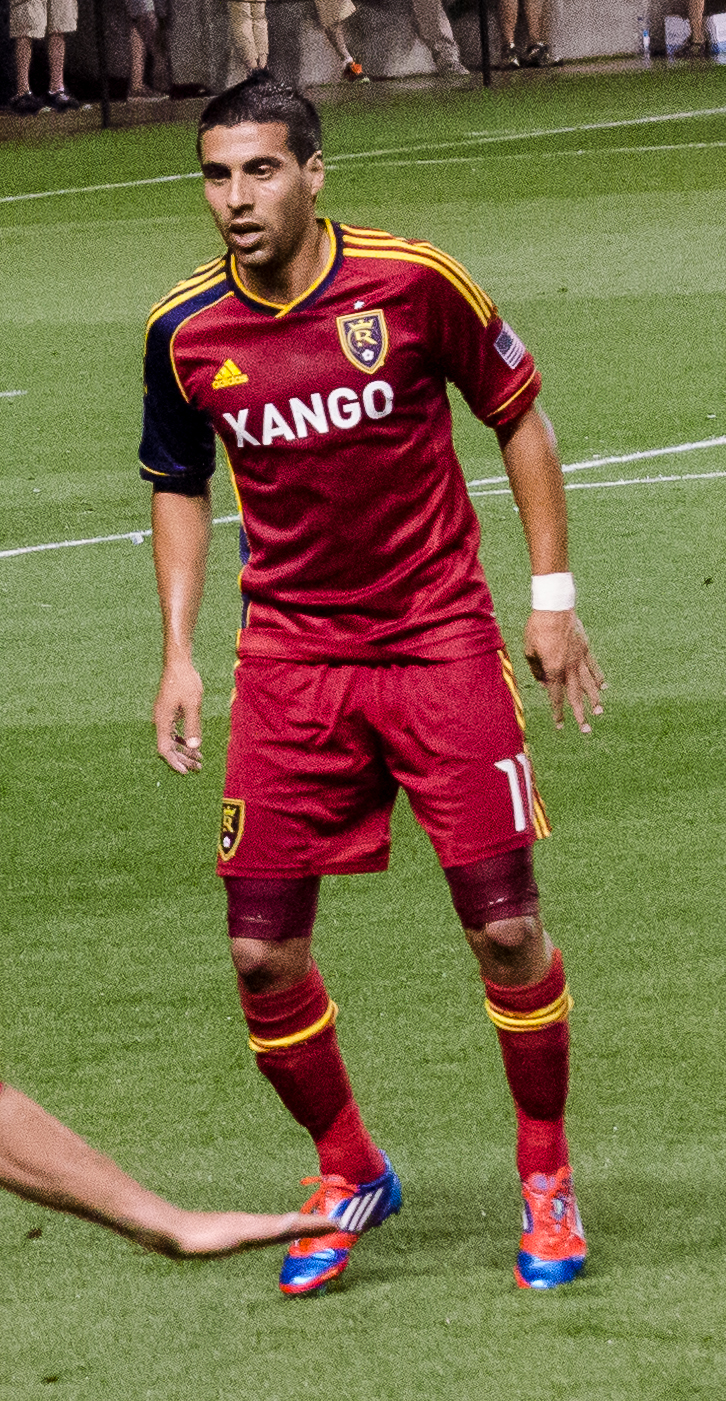
Моралес у складі « Реал Солт-Лейк»

Моралес розпочав кар'єру у клубі «Ланус». У 1998 році він дебютував в аргентинській Прімері. Хав'єр був футболістом ротації і у більшості зіграних ним матчів виходив на заміну. За два роки він вийшов на поле лише двадцять разів. Через високу конкуренцію Хав'єр залишив «Ланус» у 2000 році і підписав угоду з «Арсеналом» із Саранді. У новій команді Моралес швидко завоював місце в основі та став одним із ключових футболістів клубу. За три сезони він лише у чемпіонаті Аргентини провів понад 100 матчів. У 2003 році він ненадовго повернувся до «Лануса», але незабаром уклав угоду з «Ньюеллс Олд Бойз». За півроку Хав'єр взяв участь у 11 матчах і не завжди мав довіру тренера.
У середині 2004 року Моралес повернувся до «Арсеналу» і знову успішно виступав за команду. У 2005 році він півроку виступав за Інституто, після чого вирішив спробувати свої сили в одній з європейських першостей. Хав'єр підписав контракт з іспанським «Весіндаріо» із Сегунди.
17 серпня 2007 року Моралес разом із співвітчизниками Фабіаном Еспіндолою та Матіасом Мантільєю підписав контракт з клубом MLS «Реал Солт-Лейк». 29 серпня у матчі проти « Канзас-Сіті», у своєму дебюті у вищій лізі США, Хав'єр вийшов на заміну і вже через 40 секунд віддав гольову передачу, встановивши таким чином рекорд MLS. 19 вересня в поєдинку проти Лос-Анджелес Гелаксі він забив свій перший гол в MLS, реалізувавши штрафний удар. У сезоні 2008 року він зіграв у 29 із 30 матчів, забив шість голів і віддав 15 гольових передач, побивши клубний рекорд Джеффа Каннінгема з 11 передачами. 23 вересня 2008 року керівництво РСЛ продовжило з Моралесом контракт до кінця сезону 2012 року. У сезоні 2009 року він допоміг команді виграти Кубок MLS. За підсумками сезону 2010 року, в якому забив сім голів і віддав дев'ять гольових передач, Моралес був включений до символічної збірної MLS.
Хав'єр також двічі взяв участь у Матчі всіх зірок MLS — у 2009 та 2010 роках. 7 травня 2011 року в поєдинку проти « Чівас США» він отримав вивих щиколотки і розрив зв'язок лівої ноги від підкату ззаду Маркоса Мондаїні, і відновлювався протягом 4,5 місяців. У березні 2012 року він отримав зелену карту і в MLS перестав вважатися іноземним гравцем. 19 листопада 2015 року Моралес продовжив контракт з «Реал Солт-Лейк» на кілька років. 3 листопада 2016 року Моралес оголосив про своє звільнення з «Реал Солт-Лейка».
27 грудня 2016 року Моралес як вільний агент підписав контракт з американським клубом « Даллас». 8 квітня 2017 року в матчі проти « Міннесоти Юнайтед» він дебютував за «Даллас», відзначившись голом. Після закінчення сезону 2017 року Даллас не продовжив контракт з Моралесом.
12 квітня 2018 року Хав'єр Моралес офіційно оголосив про завершення футбольної кар'єри.

## Тренерська кар'єра
У листопаді 2018 року Моралес повернувся до «Далласу», ставши тренером команди гравців у віці до 13 років в академії клубу.
У лютому 2019 року Моралес перейшов до академії клубу «Інтер Маямі». 1 червня 2023 року Моралесу було доручено тимчасово виконувати обов'язки головного тренера «Інтер Маямі» після звільнення Філа Невілла.

## Досягнення
Командні
 «Реал Солт-Лейк»
- Чемпіон MLS (володар Кубку MLS): 2009

Особисті
- Член символічної збірної MLS: 2010
- Учасник Матчу всіх зірок MLS: 2009, 2010